# Rosyniec
Rosyniec (Raszyniec) – polski herb szlachecki, będący odmianą herbu Ślepowron.

## Opis herbu
W polu błękitnym tarczy, godło jak w herbie Ślepowron - kruk z pierścieniem złotym w dziobie, stojący na złotym kawalerskim krzyżu, wspartym na barku srebrnej podkowy. Po obu stronach tego godła, dwie srebrne strzały w słup, po stronie prawej grotem do dołu, po lewej ku górze obrócone.
W klejnocie, taki sam kruk z pierścieniem, jak w tarczy.

## Historia herbu
Dziedzicząca na majątku Raszyn, pod Warszawą, gałąź rodu Ślepowrończyków, przyjęła w XIV w. nazwisko odmiejscowe Rossyniec, zmienione następnie w XV w. na nazwisko Górka. Dla potrzeby identyfikacji tej rodziny, wprowadzona została równolegle zmiana do posiadanego herbu Ślepowron. Z uwagi na zanik występowania nazwiska Rossyniec już w końcu XV w., można wnioskować, że odmiana herbu, zaistniała najpóźniej pod koniec XV wieku.
Herb szlachecki Rosyniec, pojawia się w publikacjach heraldycznych, u następujących autorów: Kasper Niesiecki - "Zbiór nazwisk szlachty z opisem herbów własnych familiom ...", Piotr Nałęcz Małachowski - 1805, "Zbiór nazwisk szlachty z opisem herbów własnych familiom ...".

## Herbowni
Na podstawie sumariusza heraldycznego, opracowanego przez Tadeusza Gajla, herbem Rosyniec, pieczętują się następujące rodziny:
Górka, Rosiński, Rosyniec

## Dodatkowe informacje
Miał powstać przez połączenie herbu Ślepowron z herbem Troska. Według opinii niektórych heraldyków herb Rosyniec mógł wyewoluować z połączenia herbu Kruk (nieużywanego już osobno w XIX w.) z herbami Pobóg i Troska.